# Diadexia
Diadexia är ett släkte av fjärilar. Diadexia ingår i familjen Crambidae.
Kladogram enligt Catalogue of Life:
| Diadexia | \| \| Diadexia anchylocrossa \| \| \| \| \| \| Diadexia argyropasta \| \| \| \| \| \| Diadexia parodes \| \| \| \| |
|          | \| \| Diadexia anchylocrossa \| \| \| \| \| \| Diadexia argyropasta \| \| \| \| \| \| Diadexia parodes \| \| \| \| |
|          | Diadexia anchylocrossa                                                                                             |
|          | |
|          | Diadexia argyropasta                                                                                               |
|          | |
|          | Diadexia parodes                                                                                                   |
|          | |